# Oligosciurus
Oligosciurus — вимерлий рід ссавців з родини Sciuridae, ендемічний для Китаю (Danghe River).